# خیابان کنن

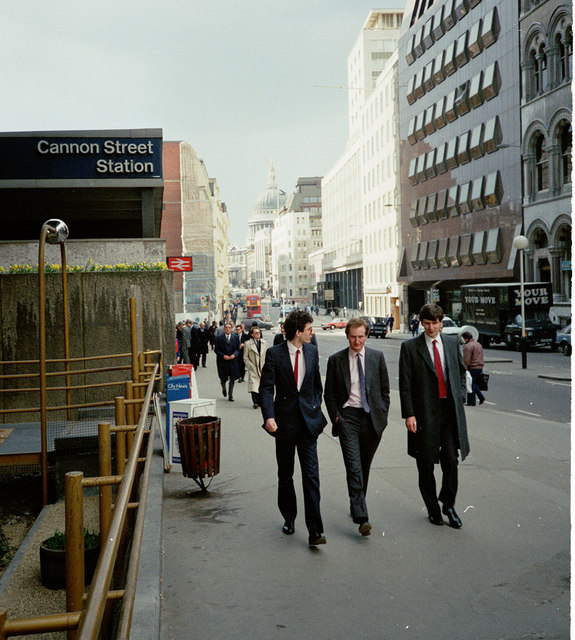
خیابان کنن در سال ۱۹۸۷

خیابان کنن (انگلیسی: Cannon Street) یکی از خیابان‌های لندن است.
این خیابان که ۰٫۸ کیلومتر طول دارد در سیتی لندن واقع شده و ایستگاه خیابان کنن در آن قرار دارد. بخشی از رقابت دو ماراتن بازی‌های المپیک تابستانی ۲۰۱۲ و بازی‌های پارالمپیک تابستانی ۲۰۱۲ در این خیابان انجام شده است.